# Bram Castro
Bram Castro, né le 30 septembre 1982 à Hasselt en Belgique, est un footballeur international aspirant belge, aujourd'hui retraité, qui joue au poste de gardien de but du début des années 2000 au début des années 2020.  Il est actuellement entraîneur adjoint de l'équipe de Belgique espoirs.

## Biographie
Il joue deux matchs en Ligue Europa avec le club d'Heracles Almelo lors de la saison 2016-2017.
Le 12 août 2025, il rejoint le staff de Gill Swerts comme adjoint de l'équipe belge espoirs.

## Palmarès
- Finaliste de la Coupe des Pays-Bas en 2008 avec le Roda JC.
- Champion de Belgique de deuxième division en 2019 avec le KV Malines.